# Vám- és Pénzügyőrség
A Vám- és Pénzügyőrség (rövidítve: VPOP) egy megszűnt magyar állami szervezet. Működéséről a 2011. január 1-től hatálytalan 2004. évi XIX. törvény rendelkezett. A törvény 2004. május 1-jén (a Magyar Köztársaságnak az Európai Unióhoz történő csatlakozásáról szóló nemzetközi szerződést kihirdető törvény hatálybalépésének napján) lépett hatályba.  A jogszabály rendelkezik az Európai Unió jogának való megfelelésről. 
A törvény indokolása hangsúlyozta, hogy a Vám- és Pénzügyőrségnek az Európai Unióhoz történő csatlakozást követően a közösségi és az annak hazai végrehajtási előírásait tartalmazó nemzeti vámjog rendelkezéseinek végrehajtása a feladata.
2011. január elsején összevonták az Adó- és Pénzügyi Ellenőrzési Hivatallal (APEH) és létrejött a Nemzeti Adó- és Vámhivatal (NAV). Az összevonás még nevében sem jelentette a megszűnést, sokkal inkább jelentette új feladatként a köztisztviselői jogkörök tanulmányozását a pénzügyőrség számára, azaz feladatbővülésnek is felfogható (ugyanakkor a köztisztviselők nem egyértelműen lettek ettől az összevonástól képzett pénzügyőrök).

## Jogállása
Az adópolitikáért felelős miniszter irányítása alatt álló fegyveres rendvédelmi, államigazgatási szerv, amely országos hatáskörrel rendelkező, önállóan működő és gazdálkodó központi költségvetési szerv volt.  Az adópolitikáért felelős miniszternek a Vám- és Pénzügyőrséggel kapcsolatos feladatait a törvény 1. § (2)- (4) bekezdései határozták meg.

## A Vám- és Pénzügyőrség feladatai
Ezek a következők voltak: 
- Vámigazgatási jogkör
- Jövedéki igazgatási jogkör[6]
- Bűnüldözési és nyomozó hatósági jogkör[7]
- Rendészeti és igazgatási jogkör[8]
- Nemzetközi tevékenysége[9]
- Egyéb feladatok ellátása[10]

## Titkos információgyűjtés
A 2004. évi XIX. törvény 22. §-a felsorolta azokat a tevékenységeket, amelyeket a felhatalmazott szervek, köztük a NAV, bűnüldözési feladataik teljesítése érdekében bírói engedély nélkül végezhettek. Ezzel szemben a bírói engedélyhez kötött titkos információgyűjtés szabályait a törvény 31- 32. §§-ai tartalmazták.

## Adatkezelés a Vám- és Pénzügyőrségnél
A törvény részletesen meghatározta a Vám- és Pénzügyőrségnél a nyilvántartás, az adatszolgáltatás és az adatvédelem szabályait. A Vám- és Pénzügyőrség a törvényben szabályozott bűnmegelőzési, bűnüldözési, valamint államigazgatási és rendészeti feladatainak ellátásához a bűncselekmény elkövetésével gyanúsítottak, a büntetőeljárás alá vontak, a sértettek és egyéb közreműködők, az államigazgatási, eljárásban ügyfelek, valamint egyéb érintettek személyes adatait, illetve más adatokat kezeli. 
A bűnüldözési és a közigazgatási feladatokhoz kapcsolódó adatokat elkülönítetten kellett kezelni.  A vámhatóság elektronikus kapcsolattartással összefüggő adatkezelésének szabályait a törvény 39/A. §-a szabályozta.

## Szervezeti felépítése
A szervezeti felépítés három szintű volt. A központi szerv az országos parancsnoksága volt, közismert rövidítése VPOP. A regionális szinten működött parancsnokságok középfokú szervek voltak, alájuk tartoztak például a helyi vámhivatalok, azok felügyeleteit és irányításait látták el. 
Hatósági jogkörrel rendelkező vámszervek:
Az alsó fokú szervek:   
- a vám- és pénzügyőri hivatalok,
- a regionális ellenőrzési központok,
- a Vámáruraktár,
- a Pesti Jövedéki, Adójegy és Zárjegy Hivatal.

A középfokú szervek:   
- a vámszervezet igazgatási területi szervei (regionális parancsnokságok),
- a Központi Repülőtéri Parancsnokság,
- a Vám- és Pénzügyőrség Központi Bűnüldözési Parancsnoksága,
- a Vám- és Pénzügyőrség Központi Ellenőrzési Parancsnoksága,
- a Vám- és Pénzügyőrség Központi Járőrszolgálat Parancsnoksága, a regionális nyomozó hivatalok,
- a Vám- és Pénzügyőrség Számlavezető Parancsnoksága,
- a Vám- és Pénzügyőrség Vegyvizsgáló Intézete,
- a Vám- és Pénzügyőrség Bűnügyi Ellátó Nyomozó Hivatala.

Felsőfokú szerv:  a vámszervezet országos szerve a Vám- és Pénzügyőrség Országos Parancsnoksága, valamint  az országos parancsnok.
Hatósági jogkörrel nem rendelkező szervek (háttér-intézmények): 
- a budapesti székhelyű szervek operatív pénzügyi és gazdasági tevékenységének központosított ellátását, továbbá a vámszervek technikai, anyagi eszközökkel való ellátását végző Vám- és Pénzügyőrség Gazdasági Központja,
- az állomány alapképzését és továbbképzését végző Vám- és Pénzügyőri Iskola,
- az informatikai rendszerek fejlesztését végző Vám-és Pénzügyőrség Rendszerfejlesztő Központja,
- az informatikai rendszerek üzemeltetését végző Vám- és Pénzügyőrség Informatikai Üzemeltetési Központja, valamint
- az egészségügyi ellátást végző, illetve a szociális, kulturális és üdültetési ellátás megszervezését intéző Vám- és Pénzügyőrség Szociális, Egészségügyi és Kulturális Központja, mely magában foglalja a Vám- és Pénzügyőri Gyógyházat.

## A Vám- és Pénzügyőrség története
A kiegyezéskor, a magyar kormány pénzügyminisztere, gróf Lónyay Menyhért 1867. március 10-én az 1. sz. körrendeletében rendelkezett a magyar királyi pénzügyőrség megalakításáról. A pénzügyőrség legfontosabb feladatai közé tartozott a csempészet és a pénzügyi törvények és szabályok áthágásának megakadályozása.
1871-ben az adó és a vámhivatalokat szétválasztották, így 1872. január 1-től számítható a független magyar vámhivatali rendszer kialakítása. A történelmi Magyarországon 52 vámhivatal működött mindegy 300 fős személyzettel, központi irányítását a pesti fővámhivatal látta el, élén a fővámigazgatóval, aki a magyar királyi pénzügyminiszternek volt felelős.
A magyar királyság 1886. évi közigazgatási átszervezést követően a magyar királyi vám- és adóőrséget egyesítették a magyar királyi pénzügyőrséggel, mely 1896-tól karhatalmi testület lett.
1921-ben megalakult a magyar királyi vámőrség a pénzügyminisztérium alárendeltségében.
Az 1930-as években megtörtént a vámszaki és határőrizeti szolgálatok elválasztása, továbbá az adatgyűjtés és a figyelőszolgálat megszervezésére létrejött a pénzügyőri nyomozócsoport.
1945. február 20-án eltörölték a királyi jelzőt és megindult a pénzügyőrség személyi és szervezeti átalakítása.
1950. március 23-án megalakult az országos pénzügyőri főparancsnokság (OPF). 1953-ban a pénzügyőri testületből kivált a vámügyek intézését végző vámőrség, mely országos parancsnoksága (VOP) a külkereskedelmi minisztériumhoz tartozott. Az 1956-os harci eseményeket követően megkezdett felülvizsgálatot követően ismét a szakmai feladatokra helyeződött a hangsúly. 1963-ban megszűnt a VOP és megalakult a vámfőigazgatóság, visszakerülve a pénzügyminisztérium felügyelete alá. A vámfőigazgatóságot egyesítették az OPF-val, így létrejött az Országos Pénzügy- és Vámőrség Parancsnoksága.
1966. február 5-én a testület elnevezése Vám-és Pénzügyőrség névvel véglegesült. A vámigazgatás felsőfokú szerve az Országos Parancsnokság (VPOP). A testület tartalmi munkáját jelentősen megváltoztatta az 1966. évi 2. sz. törvényerejű rendelet, mely a vámjog legfontosabb szabályait foglalta össze. Jelentős változást hozott az 1968. január 1-jén életbe lépett új kereskedelmi vámtarifa is. A testület életében fontos lépés volt a vámegyüttműködési tanácsról (VET) szóló Brüsszelben 1950. december 15-én megkötött nemzetközi egyezmény elfogadása, melyhez Magyarország is csatlakozott.
Az 1990-es évek elejétől a gazdaság struktúrája megváltozott, számos vállalkozás jött létre és ez kihatott a testület életére is, jelentős mértékben megváltoztatva feladatkörét. A Vám- és Pénzügyőrség minden eddiginél fontosabb szerepet töltött be a gazdaságban az ellenőrzés területén, hiszen szerepe az évszázadok során nem változott, elsődleges feladata volt továbbra is az állami költségvetés elvárásainak teljesítése, és az államháztartási érdekek védelme.

## Külső hivatkozások
- Vám- és pénzügyőr. Szakmaismertető mappa